# Chaorna
Chaorna es una localidad española del municipio de Arcos de Jalón, perteneciente a la provincia de Soria, en la comunidad autónoma de Castilla y León.

## Toponimia
El topónimo actual parece ser una adaptación del nombre antiguo del lugar Echa forma (1353) que en euskera se puede traducir por Casas en la pared. Este topónimo  y el de la vecina localidad de Iruecha (Soria) han generado cierta controversia entre los estudiosos de las lenguas prerromanas, tras la publicación realizada en 1948 por Ramón Menéndez Pidal sobre los dialectos ibéricos, testimonio de  la  presencia  vasca lejos de los límites del vascuence moderno.

## Geografía

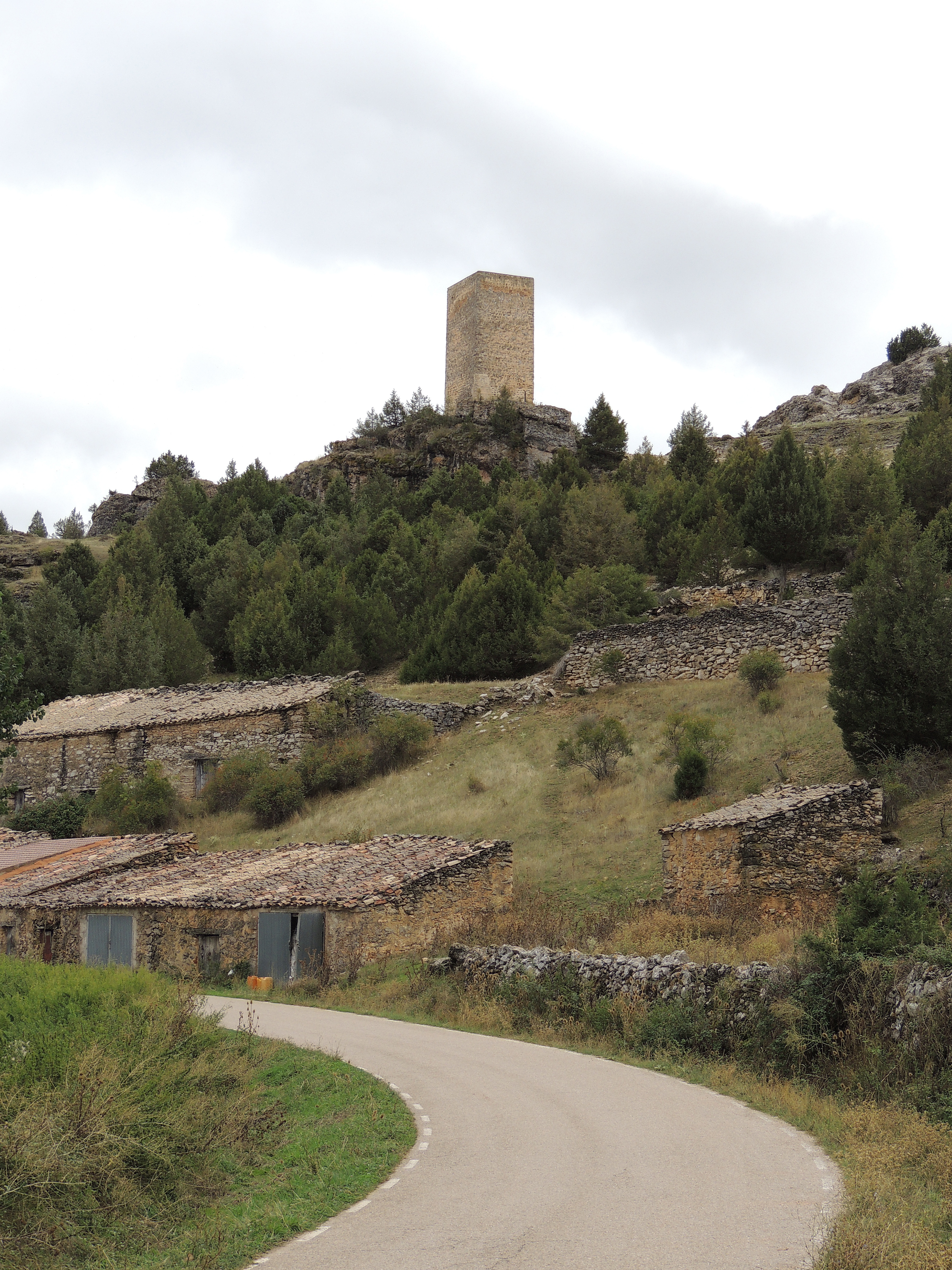
Torre

La localidad pertenece a la comarca de Arcos de Jalón y al partido judicial de partido judicial de Almazán. Se accede por carretera, situado entre Aguilar de Montuenga y Judes, también se comunica por carretera sin asfaltar con Sagides. Por su término pasa la alta velocidad. 
Pueblo situado en el fondo de un desfiladero, con casas de piedra y teja, rodeado de sabinas (Juniperus thurifera): el sabinar ubicado en la zona sería el mayor de España y uno de los más grandes de Europa.
La totalidad del término, junto con los de Iruecha, Judes, Algondrón y parte de Sagides han sido protegidos medioambientalmente con la figura de Lugar de Interés Comunitario (LIC) de "Los Sabinares del Jalón". Desde el pueblo hay un camino hacia la laguna de Judes.

## Historia
A la caída del Antiguo Régimen la localidad se constituye en municipio constitucional en la región de Castilla la Vieja que en el censo de 1842 contaba con 47 hogares y 163 vecinos. Hacia mediados del siglo XIX, el lugar tenía contabilizadas 49 casas. Aparece descrito en el séptimo volumen del Diccionario geográfico-estadístico-histórico de España y sus posesiones de Ultramar de Pascual Madoz de la siguiente manera:

CHAORNA: l. con ayunt. en la prov. de Soria (13 leg.), part. jud. de Medinaceli (3), aud. terr. y c. g. de Burgos (38), dióc. de Sigüenza (7): sit. en un barranco dominado por elevados cerros y riscos; le combaten los vientos E. y O., y su clima aunque frio es sano. Tiene 49 casas; la municipal que sirve de cárcel y escuela de instruccion primaria, á la cual concurren 14 alumnos, bajo la direccion de un maestro, sacristan y secretario de ayunt., dotado por el primer cargo con 15 fan. de trigo, pagadas por reparto vecinal, y 2 fan. mas, retribucion de los discípulos; hay una igl. parr. (San Miguel Arcángel), y un cementerio que, á pesar de hallarse próximo al pueblo, en nada ofende á la salud pública. Confina el térm. N. Aguilar de Montuenga; E. y S. Judes, y O. Sagides: dentro de él se encuentran un torreon, resto de una antigua fortaleza que fué propia de los duques de Medinaceli. El terreno en lo general es áspero y pedregoso, le baña un arroyuelo llamado Useca, que proporciona riego á algunos pequeños huertos y varias heredades que compondrán entre unos y otras 75 fan. de tierra; el total de las que se hallan en cultivo asciende á 1,400 en esta forma: 320 edo primera calidad, 460 de segunda y 620 de tercera: hay ademas 1,599 de prados y pastos naturales, y 400 de monte arbolado de roble, encina, sabinas y otras matas bajas. caminos: los que dirigen á los pueblos limítrofes, todos de herradura en malísimo estado, particularmente en tiempo de lluvias. correo: se recibe y despacha dos veces á la semana en la estafeta de Medinaceli, por un baligero que pagan diferentes pueblos. prod.: trigo puro, centeno, cebada, avena, judias y otras legumbres, hortalizas, nabos, patatas, cáñamo, cera y miel; se cria ganado lanar, vacuno, mular, asnal y de cerda; caza de conejos, liebres y perdices. ind. y comercio: la principal es la agrícola, tambien se dedican al carboneo y corte de leñas de combustible, que conducen á Maranchon y Medinaceli, asi como el sobrante de frutos, particularmente de cereales, de los que tambien se estraen para Aragon; se importan los art. de primera necesidad que no produce el pais. pobl.: 47 vec, 163 alm. cap. imp.: 37,382 rs. presupuesto municipal 755 rs., se cubre con los fondos de propios y arbitrios, y el déficit por reparto vecinal.
(Madoz, 1847, p. 306)

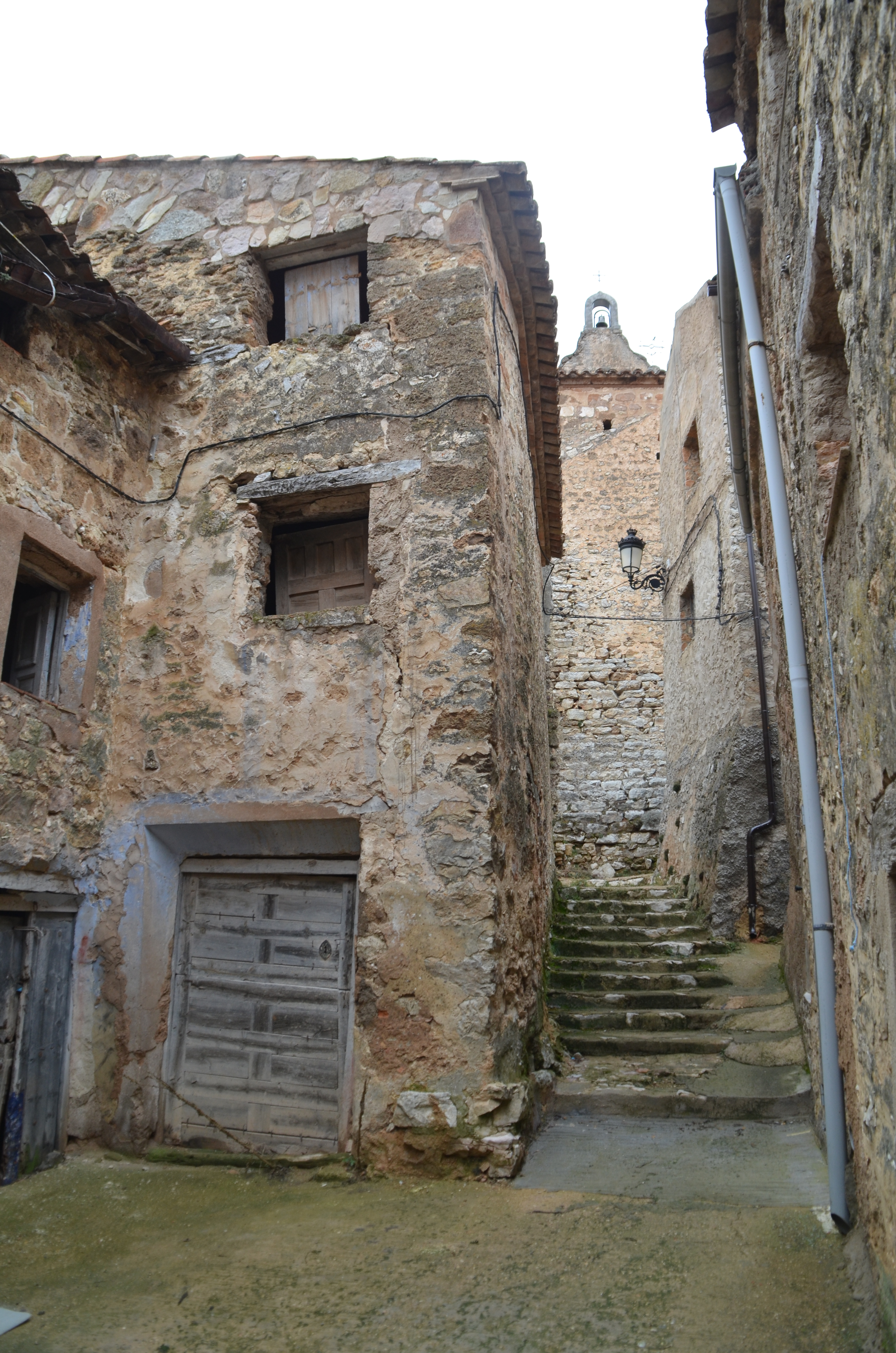
Calle de la localidad

El municipio de Chaorna desapareció en 1967, al fusionarse con los de Arcos de Jalón, Aguilar de Montuenga, Montuenga, Judes, Iruecha, Layna, Sagides, Somaén, Velilla de Medinaceli y Jubera.

## Demografía
| Gráfica de evolución demográfica de Chaorna entre 1842 y 1960 |
| |
| Población de derecho según los censos de población del INE Población de hecho según los censos de población del INEEntre el censo de 1970 y el anterior, este municipio desaparece porque se integra en el municipio 42025 (Arcos de Jalón) |

En el año 1981 contaba con 43 habitantes, concentrados en el núcleo principal, pasando a 22 en 2008. En verano se llena con los hijos de la emigración.